# Rhododendron argipeplum
Rhododendron argipeplum är en ljungväxtart som beskrevs av Isaac Bayley Balfour och R.E. Cooper. Rhododendron argipeplum ingår i släktet rododendron, och familjen ljungväxter. Inga underarter finns listade i Catalogue of Life.